# Vulcanella verrucolosa
Vulcanella verrucolosa är en svampdjursart som först beskrevs av Gustavo Pulitzer-Finali 1983.  Vulcanella verrucolosa ingår i släktet Vulcanella och familjen Pachastrellidae.
Artens utbredningsområde är Italien. Inga underarter finns listade i Catalogue of Life.